# دان غروس
دان غروس (بالإنجليزية: Dan Gross)‏ هو صحفي أمريكي، ولد في 1950.